# Нахичеванская Автономная Советская Социалистическая Республика
Нахичева́нская Автоно́мная Сове́тская Социалисти́ческая Респу́блика (азерб. Нахчыван Мухтар Совет Сосиалист Республикасы) — автономная республика в составе Азербайджанской ССР. 

## История

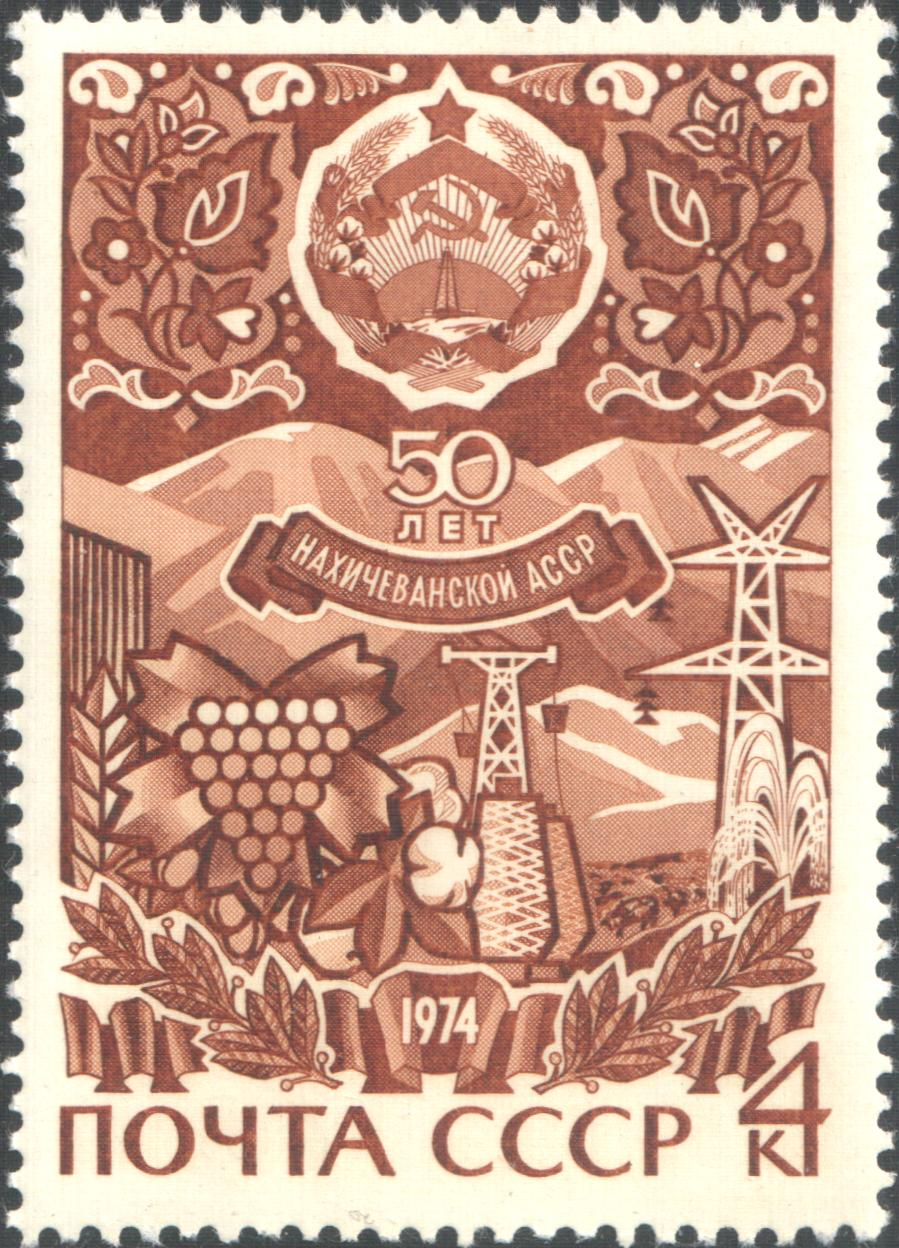
1974.

В 1920 году область была занята частями Красной Армии. 28 июля 1920 года была образована Нахичеванская Социалистическая Советская Республика. 27 февраля 1923 года она была преобразована в Нахичеванский автономный край. 
16 июня 1923 года край вошёл в состав Азербайджанской ССР.  
9 февраля 1924 года Азербайджанский Центральный исполнительный комитет (АзЦИК) принял декрет «О создании Нахичеванской Автономной социалистической республики», и край преобразован в Нахичеванскую Автономную Социалистическую Советскую Республику. 
18 апреля 1926 года на V всенахичеванском съезде советов была принята первая конституция Нахичеванской АССР. 
5 декабря 1936 года она была переименована в Нахичеванскую Автономную Советскую Социалистическую Республику.
14 марта 1937 года на IX всеазербайджанском чрезвычайном съезде Советов принята третья конституция Азербайджанской ССР. Две её главы (V и VI) были впервые посвящены Нахичеванской АССР. 
18 сентября 1937 года на X чрезвычайном съезде Советов Нахичеванской АССР была принята конституция Нахичеванской АССР. Она была утверждена Верховным советом Азербайджанской ССР 7 апреля 1941 года. 
30 мая 1978 года принята очередная Конституция Нахичеванской АССР. 
17 ноября 1990 года преобразована в Нахичеванскую Автономную Республику в составе Азербайджана.

## Административное деление
С 1930 года Нахичеванская АССР делилась на 6 районов (Абракунисский, Джульфинский, Ленинский, Нахичеванский, Сталинский, Шахбузский) и город республиканского подчинения Нахичевань. 
В первой половине 1930-х годов Ленинский район был переименован в Ордубадский, Сталинский — в Норашенский, а Джульфинский район был упразднён (восстановлен в 1936 году). 
В 1948 году упразднён Абракунисский район. В январе 1963 года были упразднены Ордубадский и Шахбузский районы. В мае того же года Ордубад стал городом республиканского подчинения. 
В 1964 году Норашенский район был переименован в Ильичевский. В январе 1965 года были восстановлены Ордубадский и Шахбузский районы, город Ордубад перешёл из республиканского подчинения в районное. 
В 1978 году Нахичеванский район был переименован в Бабекский. В 1980-е годы статус городов республиканского подчинения получили Джульфа и Ордубад.
На 1 января 1987 года административное деление Нахичеванской АССР выглядело так:
1. Бабекский район. Центр — пгт Бабек
2. Джульфинский район. Центр — г. Джульфа
3. Ильичевский район. Центр — г. Ильичевск
4. Ордубадский район. Центр — г. Ордубад
5. Шахбузский район. Центр — пгт Шахбуз
6. город Джульфа
7. город Нахичевань
8. город Ордубад

## Государственные органы

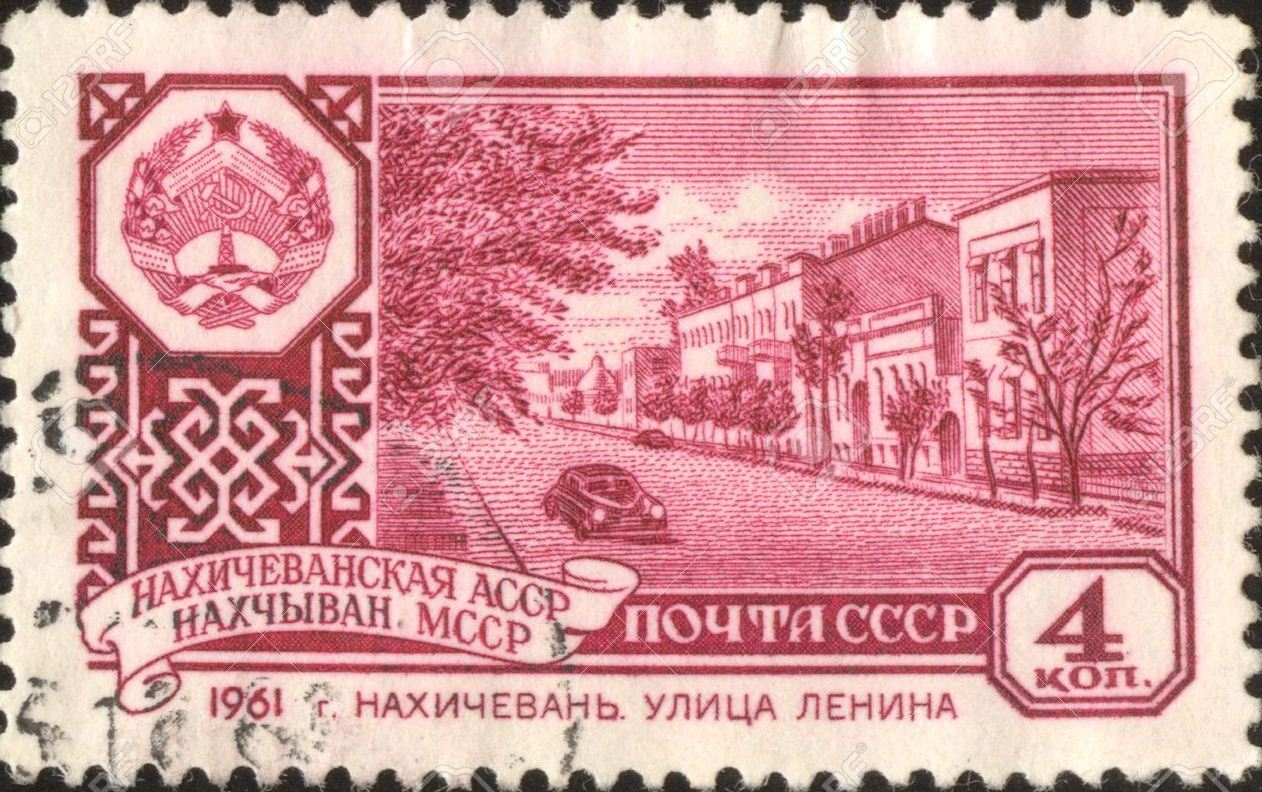
Почтовая марка 1961 год

### Первичные органы власти
21 января 1921 года образован Нахичеванский Революционный комитет.
25 января 1922 года на первом съезде советов Нахичеванской ССР образован Нахичеванский Центральный исполнительный комитет. 
Нахичеванский Центральный исполнительный комитет первоначально был сформирован из 21 члена и 7 кандидатов в члены ЦИК. Позднее численность Нахичеванского ЦИК увеличилась до 50 членов и 20 кандидатов.
В апреле 1924 года было принято положение о Нахичеванской автономной республике (НАР), согласно которому были учреждены государственные органы НАР.
Согласно п. 2 положения, верховная власть в НАР принадлежала съезду Советов. В промежутках между съездами советов власть осуществлялась Центральным исполнительным комитетом (ЦИК) Нахичеванской АССР.

### Верховный совет Нахичеванской АССР
Согласно конституции Нахичеванской АССР 1937 года, учреждён Верховный совет Нахичеванской АССР как высший законодательный орган Нахичеванской АССР.
Верховный совет Нахичеванской АССР избирался сроком на 4 года.
13 февраля 1950 года было принято положение о выборах в Верховный совет Нахичеванской АССР.
Согласно конституции 1978 года срок полномочий Верховного совета Нахичеванской АССР был увеличен до 5 лет. Численность депутатов выросла до 110 чел.
Право законодательной инициативы в Верховном совете Нахичеванской АССР по конституции 1978 года принадлежало президиуму Верховного совета Нахичеванской АССР, Совету министров Нахичеванской АССР, постоянным и иным комиссиям Верховного совета Нахичеванской АССР, депутатам Верховного совета Нахичеванской АССР, Верховному суду Нахичеванской АССР, Прокурору Нахичеванской АССР.
Председатель президиума Верховного совета Нахичеванской АССР являлся также заместителем председателя Верховного совета Азербайджанской ССР.
24 февраля 1980 года проведены выборы в Верховный совет Нахичеванской АССР X созыва.
24 февраля 1985 года проведены выборы в Верховный совет Нахичеванской АССР XI созыва.
В Верховном совете X и XI созыва действовали 10 постоянных комиссий (мандатная, по праву законодательной инициативы, планово-бюджетная, по промышленности, по строительству, по вопросам транспорта и энергетики, по вопросам сельского хозяйства и мелиорации, по вопросам торговли, общественного питания и бытовых услуг населению, по вопросам здравоохранения и социального обеспечения, по вопросам науки, просвещения и культуры, по вопросам труда и быта женщин, материнства и охраны детей, по вопросам молодёжи).
Президиум Верховного совета состоял из 9 членов.
Очередные выборы должны были состояться в феврале 1990 года. Из-за напряжённой политической ситуации 22 февараля 1990 года Верховным советом было принято решение о продлении полномочий совета XI созыва до изменения ситуации и назначения даты новых выборов.
Созывы:
| №          | Период деятельности   | Количество депутатов |
| ---------- | --------------------- | -------------------- |
| VII созыв  | март 1967 — июнь 1971 | 80 депутатов         |
| VIII созыв | 1971—1975             |                      |
| IX созыв   | 1975—1980             | 100 депутатов        |
| X созыв    | 1980—1985             | 110 депутатов        |
| XI созыв   | 1985—                 | 110 депутатов        |

### Руководители
Председатели Совета Народных комиссаров
- Гамид Султанов (1925—1929)
- Гусейн Мусаев[азерб.]
- Мамедхан Мамедханов
- Баламет Баламетов (1938–1942}
- Адигезал Гезалов (1944—1947)

Председатели Совета Министров
- Баламет Баламетов (1947—1950}
- Кязимов Г. (1950—)
- Неймат Новрузов (июнь 1953—1955)
- Рагим Рагимов (1955 — 1959)
- Мамед Аскеров (1959—1964)
- Рамазан Исмаилов (1964—1970)
- Юсиф Набиев (1970—1979)
- Имран Мехдиев (1979—1982)
- Зульфи Гаджиев (1982—?)
- Афияддин Джалилов (1989 — январь 1990)

## Население
Динамика численности и этнического состава населения Нахичеванской АССР по данным Всесоюзных переписей 1926—1989 годов
| Национальность | 1926 чел. | %        | 1939 чел. | %        | 1959 чел. | %        | 1970 чел. | %        | 1979 чел. | %        | 1989 чел. | %        |
| -------------- | --------- | -------- | --------- | -------- | --------- | -------- | --------- | -------- | --------- | -------- | --------- | -------- |
| Всего          | 104656    | 100,00 % | 126696    | 100,00 % | 141361    | 100,00 % | 202187    | 100,00 % | 240459    | 100,00 % | 293875    | 100,00 % |
| азербайджанцы  | 88433     | 84,50 %  | 108529    | 85,66 %  | 127508    | 90,20 %  | 189679    | 93,81 %  | 229968    | 95,64 %  | 281807    | 95,89 %  |
| русские        | 1837      | 1,76 %   | 2549      | 2,01 %   | 3161      | 2,24 %   | 3919      | 1,94 %   | 3807      | 1,58 %   | 3782      | 1,29 %   |
| курды          | 2649      | 2,53 %   | 1509      | 1,19 %   | 303       | 0,21 %   | 1087      | 0,54 %   | 1696      | 0,71 %   | 3127      | 1,06 %   |
| армяне         | 11276     | 10,77 %  | 13350     | 10,54 %  | 9519      | 6,73 %   | 5828      | 2,88 %   | 3406      | 1,42 %   | 1906      | 0,65 %   |
| украинцы       | 92        | 0,09 %   | 360       | 0,28 %   | 438       | 0,31 %   | 997       | 0,49 %   | 942       | 0,39 %   | 1858      | 0,63 %   |
| белорусы       | 7         | 0,01 %   | 33        | 0,03 %   | 63        | 0,04 %   | 108       | 0,05 %   | 94        | 0,04 %   | 450       | 0,15 %   |
| татары         | 17        | 0,02 %   | 52        | 0,04 %   | 88        | 0,06 %   | 102       | 0,05 %   | 90        | 0,04 %   | 104       | 0,04 %   |
| другие         | 345       | 0,33 %   | 314       | 0,25 %   | 281       | 0,20 %   | 467       | 0,23 %   | 456       | 0,19 %   | 841       | 0,29 %   |

## Экономика
На декабрь 1941 года в Нахичеванской АССР действовали шелкофабрика, Джульфинский, Абракуниссккий. Ордубадский райпромкомбинаты, Хлебтрест.

## Культура
Издавалась республиканская газета «Шарг гапысы» (на азербайджанском языке) и «Советская Нахичевань» (на русском).